# S/2007 (55637) 1
S/2007 (55637) 1[réf. nécessaire] un satellite naturel du transneptunien (55637) 2002 UX25.

## Découverte
Le satellite a été découvert en août de 2005 des observations faites avec le télescope spatial Hubble et sa découverte a été annoncée le 22 février de 2007.

## Caractéristiques physiques
L'objet a été découvert à 0,16 seconde d'arc du corps primaire avec une différence de magnitude apparente de 2,5. En supposant un albédo similaire, le satellite pourrait avoir un diamètre de 205 ± 55 km. L'orbite n'a pas encore été déterminée.